# Treviglio
Treviglio är en stad och kommun i den italienska provinsen Bergamo i regionen Lombardiet. Kommunen hade 30 092 invånare (2018) och gränsar till Arcene, Brignano Gera d'Adda, Calvenzano, Caravaggio, Casirate d'Adda, Cassano d'Adda, Castel Rozzone, Fara Gera d'Adda och Pontirolo Nuovo.